# 202 Batalion Schutzmannschaft

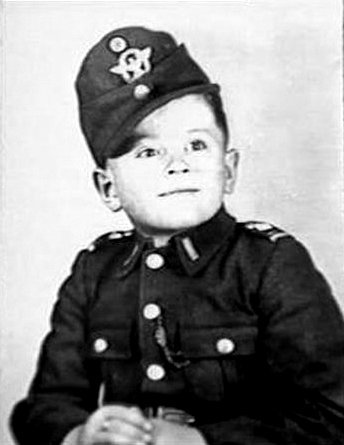
Henryk Slotwiński – maskotka 202 Batalionu Schutzmannschaft

202 Batalion Schutzmannschaft (niem. Schutzmannschafts-Bataillon 202) – kolaboracyjna jednostka zmilitaryzowanej policji, podległa dowództwu niemieckiemu, składająca się z Polaków pochodzących z Generalnego Gubernatorstwa, operująca na terenie GG, południowej części Komisariatu Rzeszy Wschód i w zachodniej części Komisariatu Rzeszy Ukraina. W niemieckiej nomenklaturze figurowała jako batalion Schutzmannschaften nr 202.

## Geneza
Z Polaków oraz Ukraińców i Białorusinów z obywatelstwem polskim formowano również skoszarowane jednostki niemieckiej policji pomocniczej. Na Kresach Wschodnich, które weszły w skład Komisariatu Rzeszy Ukraina, w jednostkach tych służyli przede wszystkim Ukraińcy. Sytuacja zmieniła się wiosną 1943, gdy duża część policjantów ukraińskich zdezerterowała, by zasilić oddziały Ukraińskiej Powstańczej Armii. Wtedy składy wybrakowanych posterunków i kompanii został uzupełniony w dużej części przez Polaków. Tak było np. w batalionach nr 102 w Krzemieńcu, nr 103 w Maciejowie (tu też znajdowało się centrum szkolenia batalionów policyjnych), nr 104 w Kobryniu czy w batalionie w Sarnach. Zresztą batalion z Maciejowa przeszedł w niemal pełnym składzie na stronę Armii Krajowej i został włączony do 27 Wołyńskiej Dywizji Piechoty AK. Ale wszystkie te jednostki nie były nigdy określane jako polskie. Jedynym wyjątkiem jest tu batalion Schutzmannschaften nr 202.

## Niektóre ustalenia
Umundurowanie: w okresie szkolenia mundury polskich i litewskich formacji policyjnych oraz mundury radzieckie, po zaprzysiężeniu kombinowane mundury niemieckie Schuma (odznaki Schupo, mundury wojskowe i policyjne polskie i litewskie, krój przerabiano na styl mundurów niemieckich, np. kołnierze, system stopni jak w policji polskiej przy zmianie terminologii na wojskową, hełmy niemieckie i czechosłowackie). Broń czechosłowacka, polska, radziecka, później wymieniana na niemieckie karabiny Mauser model 98k oraz pistolety maszynowe MP 38 i MP 41.

## Historia

### Pierwsze próby organizacji w 1942
Historia jednostki sięga marca 1942. Niemieckie dowództwo policyjne postanowiło wówczas rozpocząć formowanie batalionów policyjnych z mieszkańców Generalnego Gubernatorstwa. Głównym powodem takiego kroku był coraz bardziej rozwijająca się partyzantka polska na terenach Gubernatorstwa oraz potrzeba skierowania formowanych tu jednostek do wspomożenia zwalczania partyzantki radzieckiej na terenach dawnych polskich Kresów Wschodnich.
Na początku maja 1942 kapitan policji porządkowej Felsinger ze sztabu Dowódcy Policji Porządkowej (Kommandeur der Ordnungspolizei – KdO) na dystrykt warszawski przekazał dowódcy Polskiej Policji Pomocniczej w Warszawie podpułkownikowi Aleksandrowi Reszczyńskiemu rozkaz dotyczący utworzenia batalionu Schutzmannschaften w GG. Batalion miał się składać z Polaków i być przeznaczony do walki z „bandytyzmem” (to jest z partyzantką radziecką) na „nowych terenach wschodnich”. Przyjmowani mieli być kandydaci w wieku 20–30 lat, najlepiej po przeszkoleniu wojskowym. Komendy gminne i powiatowe PP powinny przeprowadzić akcję werbunkową, jednakże bez ogłaszania jej w prasie czy przez plakaty. Podania ochotników miały być składane za pośrednictwem komendanta „granatowej policji” odpowiedniego szczebla do komendanta niemieckiej policji porządkowej do 30 maja 1943.
Przeprowadzony w ten sposób werbunek nie dał jednak spodziewanych wyników. Zgłosiło się dwóch kandydatów. Podpułkownik Reszczyński polecił wówczas przymusowe odkomenderowanie części polskich policjantów, w tym zwłaszcza kadry oficerskiej i podoficerskiej. Kandydaci wyznaczeni spośród szeregowych starali się uniknąć odkomenderowania. Najpopularniejsze stało się zgłaszanie różnych chorób, które miały uniemożliwiać służbę o charakterze wojskowym. Zarządzono więc badania lekarskie, które niemal wszystkich stających przed komisją medyczną uznawały za zdrowych. Protesty, czasami nawet w ostrej formie (jeden z policjantów chciał zastrzelić lekarza i podpułkownika Reszczyńskiego), na nic się nie zdały. Jednakże nadal brakowało ludzi do stanu etatowego. Wówczas to, w celu wspomożenia akcji werbunkowej, zamieszczono w prasie ogłoszenia następującej treści: „Wolne posady. Mężczyźni zdrowi, w wieku od 20–30 lat, mogą zgłaszać się o przyjęcie do Policji Polskiej pod następującym adresem...” Tu następował adres punktu werbunkowego, np. w Krakowie była to ulica Michałowskiego (Luxemburgerstrasse) 8–10. Takiej treści ogłoszenie ukazało się w prasie polskojęzycznej, np. w gadzinowym „Gońcu Krakowskim” z 18 maja 1942.
Każdy wstępujący w odpowiedzi na ogłoszenie do „granatowej policji” musiał podpisać deklarację następującej treści:
W wypadku, gdyby moje przyjęcie do polskiej (względnie ukraińskiej) Policji w Generalnym Gubernatorstwie nie mogło z powodu braku wolnych miejsc nastąpić, zgadzam się także na zatrudnienie mnie w polskiej Policji (Schutzmannschaften) na zajętych wschodnich obszarach (także d. obszarach rosyjskich).
Wówczas trafiał do oddziału uzupełnień, którym dowodził sierżant policji Jan Klewek, a od listopada 1942 starszy sierżant policji Józef Jarmiński. Tam otrzymywał do podpisania następującą deklarację:
Zobowiązuję się do pełnienia służby w Schutzmannschaft (w Policji). Zobowiązuję się do bezwzględnego wykonywania rozkazów wydanych mi przez moich przełożonych niemieckich i przełożonych ze Schutzmannschaft. Przyrzekam być posłusznym, wiernym i odważnym.

### 1943
Oddział uzupełnień wysyłał szeregowych na poligon Waffen-SS w Dębicy. Tam byli oni przydzielani do jednej z trzech kompanii liniowych batalionu lub kompanii sztabowej. Obsada kadrowa batalionu została ustalona w połowie czerwca 1943. Dowódcą został major policji Antoni Ignacy Kowalski, a dowódcami kompanii:
1. – kapitan Walery Sauermann
2. – podporucznik Jan Nowak z dystryktu radomskiego
3. – podporucznik Witold Obrębski z Komendy Powiatowej Garwolin
Niemieckim oficerem nadzorującym (deutscher Aufsichtsoffizier – DAO) został kapitan policji porządkowej Tschnadel.
Już w okresie rekruckim zaczęły się pierwsze dezercje i bójki z ukraińskimi rekrutami Waffen-SS, którzy odbywali wstępne przeszkolenie na tym samym poligonie. Być może to spowodowało zmianę dowódcy batalionu. W sierpniu 1943 został nim major policji Kazimierz Mięsowicz. W sierpniu również batalion złożył przysięgę według roty ustalonej dla Schutzmannschaften:
Jako przynależny do Schutzmannschaftu przysięgam być wiernym, dzielnym i posłusznym i moje obowiązki służbowe, szczególnie w walce przeciwko niszczącemu narody bolszewizmowi, sumiennie wykonywać. Dla tej przysięgi jestem gotów moje życie położyć. Tak mi Boże dopomóż.
W październiku 1942 nastąpiła kolejna zmiana dowództwa. Batalion objął awansowany na majora Walery Sauermann, a dowództwo drugiej kompanii podporucznik Jan Grzegorzek. Nowym niemieckim oficerem nadzorującym został kapitan policji porządkowej Weidlich. 15 listopada liczący ponad 500 ludzi batalion otrzymał numer porządkowy i nazwę Schutzmannschafts Bataillon 202. Jednak pod koniec 1942 polska kadra, nawet volksdeutsche jak Sauermann czy Nowak, została odsunięta od dowodzenia batalionem. Nowym dowódcą batalionu został dotychczasowy DAO kapitan Weidlich, a kompanii m.in. porucznik policji porządkowej Kurt Hoffmann i kapitan policji porządkowej Klisten.
Batalion walczył z partyzantką sowiecką oraz ukraińską.

### Działania na Białorusi
W połowie stycznia 1943 batalion wyjechał na wschód do Borysowa na Białorusi i 28 tegoż miesiąca objął służbę na zapleczu Grupy Armii „Środek”. Jego zadaniem była ochrona linii zaopatrzeniowych (drogowych i kolejowych), walka z radzieckimi grupami desantowymi i partyzantami. 30 marca 1943 batalion został podporządkowany jednostce Dirlewangera i przeznaczony do operacji przeciwpartyzanckiej „Lenz–Süd”, która zaczynała się 1 kwietnia. Batalion, któremu przydzielono drużynę SD, został skierowany w okolice Słobódki.
Po trzech dniach działań batalion skierowano z powrotem do Borysowa, gdzie miał oczekiwać na dalsze rozkazy. Dowodzący akcją pułkownik żandarmerii Walter Schimana polecił wyznaczyć 202 batalion do drugiej części operacji „Lenz–Nord”. Batalion podporządkowano 2 Pułkowi Policji SS (dowódca: podpułkownik policji porządkowej Hans Griep) i rzucono do ochrony drogi Borysów – Zembin i mostu w Gajnie na Berezynie.

### Działania na Wołyniu
Podczas działań batalion stracił około 40 ludzi – zabitych, ciężko rannych i zaginionych. 3 maja został skierowany do Łucka, a następnie do Kostopola na Wołyniu. 21 sierpnia wyznaczono mu nowy obszar działania: Kostopol–Janowa Dolina–Horochów. Batalion liczył wówczas, po otrzymaniu uzupełnień, 13 oficerów, 20 podoficerów i 550 szeregowych. W przydzielonym sobie rejonie członkowie batalionu napotkali na działania ukraińskie skierowane przeciwko Polakom.
Batalion obsadzał m.in. posterunki w Bystryczach, Bereźnie, Janowej Dolinie, Kostopolu, Stepaniu, Dzierżanówce.
Policjanci batalionu nie pozostali obojętni na tę sytuację. Wstrząśnięci obrazem mordowanych współrodaków, stawali w ich obronie – często wbrew woli ich niemieckich dowódców. Polskie patrole policyjne prowadziły również samorzutne działania odwetowe, atakując wioski ukraińskie. W listopadzie 1943 ponad połowa batalionu zdezerterowała. Najprawdopodobniej przyłączyli się oni do polskiej samoobrony na terenie Wołynia. Wyszkoleni, uzbrojeni i z doświadczeniem bojowym, stali się cennym nabytkiem dla Polaków broniących się przed Ukraińską Powstańczą Armią. Kilku z policjantów zdołało nawet powrócić w rodzinne strony, choć zdawali sobie sprawę, że za dezercję niemieckie prawo wojenne karało śmiercią.

### Wycofanie z Wołynia
Pod koniec stycznia 1944 batalion został wycofany z Wołynia i przeniesiony do Lwowa. Liczył wówczas dwu oficerów, czterech podoficerów i 200 szeregowych. Stamtąd wyruszył 4 lutego do Drusenheim koło Stuttgartu, gdzie został zakwaterowany w koszarach policji, gdzie oczekiwał na dalsze decyzje co do swego losu. Zanim zapadły, zasięgnięto opinii Najwyższego Dowódcy SS i Policji na Ukrainie SS–Obergruppenführera Hansa Adolfa Prützmanna. Stwierdził on, że w działaniach bojowych 202 batalion spisywał się dobrze. Prowadził ciężkie walki, aż do dużego wyczerpania, co potwierdza fakt, że Polacy otrzymali niemieckie odznaczenia bojowe. Jednocześnie Prützmann zalecił odwołanie ze stanowiska dowódcy batalionu kapitana policji ochronnej Weidlicha, gdyż w jego opinii był on za miękki.
Z rozkazu Reichsführera–SS 8 maja 1944 batalion został rozformowany. Jednak, chociaż wszystkich żołnierzy i oficerów batalionu uznano za zhańbionych, postanowiono jeszcze wykorzystać polskich policjantów. Zostali oni poddani indywidualnej ocenie i po jej pozytywnym przejściu i wyrażeniu woli dalszej służby skierowani do Częstochowy. Na teren dystryktu radomskiego reszta batalionu (ponad 150 ludzi) przybyła w połowie czerwca 1944. Zostali oni podzieleni na grupy bojowe (operacyjne) i poprzydzielani do umocnionych punktów żandarmerii.
Gdy walki przeniosły się na lewy brzeg Wisły resztki batalionu w sile około 80–100 ludzi zostały najprawdopodobniej wcielone do Polskiej Policji Pomocniczej. Jego żołnierze mieli pełnić funkcje żandarmerii, jednakże wskutek rozpadu tej formacji (spowodowanej zajmowaniem terenów GG przez wojska polskie i sowieckie oraz formalnym rozwiązaniem „granatowej policji” dekretem PKWN z 27 lipca 1944) w batalionie szerzyła się dezercja. Batalion przestał istnieć na początku sierpnia 1944.

### Powojenne procesy
Powojenne sądy Polski Ludowej, przed którymi stawali policjanci z 202 Batalionu, jako okoliczność łagodzącą potraktowały fakt, iż zostali oszukani przez Niemców, większość z ochotników w chwili werbunku sądziła bowiem, iż wstępuje w szeregi Policji Państwowej. Jako okoliczność łagodzącą potraktowano także fakt, iż większość z nich zachowywała się „przyzwoicie” i ostatecznie zdezerterowała z podporządkowanej Niemcom formacji. W tej sytuacji wyroki, jak na ówczesne czasy, nie były zbyt wysokie – wynosiły od 2 do 3 lat więzienia na podstawie art. 91 § 2 KKWP.